# Giao Hà
Giao Hà là một xã trọng điểm thuộc huyện Giao Thủy, gồm 12 xóm. Giao Hà giáp với thị trấn Ngô Đồng và các xã Bình Hòa, Giao Hải, Giao Nhân, Hoành Sơn  tỉnh Nam Định.

### Sách tham khảo
1. Hội đồng quốc gia chỉ đạo biên soạn từ điển bách khoa Việt Nam (2002), Từ điển bách khoa Việt Nam, tập 2, Nhà xuất bản Từ điển bách khoa
2. Ủy ban nhân dân tỉnh Nam Định (2003), Địa chí Nam Định, Nhà xuất bản Chính trị quốc gia